# Péter Máté (piosenkarz)
Péter Máté (ur. 4 lutego 1947 w Budapeszcie, zm. 9 września 1984 tamże) – węgierski piosenkarz, pianista, kompozytor i aranżer.

## Drzewo genealogiczne
| 4. János Matějovič 1869–1918 |  |                                     |  |  |                         |
|                              |  | 2. Lajos Máté (Matějovič) 1903–1976 |  |  |                         |
| 5. Teréz Lábadi 1877–1953    |  |                                     |  |  |                         |
|                              |  |                                     |  |  | 1. Péter Máté 1947–1984 |
| 6. József Nyitrai 1880-?     |  |                                     |  |  |                         |
|                              |  | 3. Gabriella Nyitrai 1907–1989      |  |  |                         |
| 7. Adél Micsa 1885-?         |  |                                     |  |  |                         |
|                              |  |                                     |  |  |                         |

## Życiorys

### Młodość i początki kariery
Muzyki zaczął uczyć się prywatnie w wieku 6 lat, od 14 roku życia uczęszczał do szkoły muzycznej. Jego nauczycielami byli m.in. András Bágya oraz P. Tamás Balassa. W 1965 zdał egzamin dojrzałości w Gimnazium Sándora Petőfiego w Budapeszcie. W tym samym roku założył swój pierwszy zespół muzyczny. Jego pierwsze piosenki powstały we współpracy z zespołem Illés. W 1967 nagrał własne utwory – Úgy várom, jössz-e már? oraz Mondd már. Tego samego roku piosenką Néger zongorista dala zajął pierwsze miejsce na festiwalu polbeat.

### U szczytu sławy
Brał udział w festiwalach w Soczi i Atenach, zdobył nagrodę jako wykonawca w konkursie piosenki w Paryżu, występował m.in. na Kubie i w Kanadzie. Na początku lat siedemdziesiątych wraz ze swoją byłą żoną Saroltą Dékány regularnie występował w klubie Politechniki Budapeszteńskiej Ezres. W 1973 jego piosenka Hull az elsárgult levél zwyciężyła w radiowym konkursie Made In Hungary. W latach 1973–1974 występował wraz z zespołem Express, m.in. na Festiwalu Przebojów w Dreźnie. W 1976 zajął trzecie miejsce w irlandzkim Castlebar, zaś w 1977 jego piosenka Együttlét zajęła drugie miejsce w węgierskim festiwalu telewizyjnym Metronóm '77. W 1979 otrzymał nagrodę specjalną Radia Węgierskiego, a w roku 1981 – nagrodę za najlepszą aranżację na festiwalu piosenki tanecznej. Jego piosenka Elmegyek zaśpiewana przez Sylvie Vartan pod tytułem Nicolas zdobyła światowy rozgłos. Pracował przy aranżacji węgierskiej wersji rock-opery Jesus Christ Superstar. Pisał muzykę sceniczną (m.in. do przedstawień A királynő katonái, Kaméleon). Wraz z Istvánem S. Nagyem stworzył rock-operę pt. Krízis. Śpiewał w licznych duetach, m.in. z Kati Kovács, Zsuzsą Cserháti, Erzsébet Házy, Saroltą Dékány, czy Saroltą Zalatnay.

### Śmierć
7 września 1984 dał gościnny koncert w Hódmezővásárhely, następnego dnia – w Mindszent. Koncerty te okazały się jego ostatnimi występami. 9 września zmarł na zawał. W jego pogrzebie uczestniczyły dziesiątki tysięcy fanów.

## Nagrody i wyróżnienia
- Made in Hungary – 1. miejsce (1973, Hull az elsárgult levél)
- Metronóm ’77 – 2. miejsce (1977, Együttlét)
- Tessék választani! – 1. miejsce (1980, Szülői ház)

## Dyskografia

### Albumy wydane za życia artysty

#### Składanki
- 1976 – Éjszakák és nappalok (składanka przebojów na dziesięciolecie twórczości nagrana w 1975 r.); Hungaroton-Pepita (LP / CD)

#### Albumy studyjne
- 1978 – Magány és együttlét (album koncepcyjny poświęcony relacjom miłosnym); Hungaroton-Pepita (LP)
- 1980 – Szívhangok (album koncepcyjny poświęcony dojrzewaniu); Hungaroton-Pepita (LP)
- 1982 – Keretek között (album koncepcyjny poświęcony ludzkiemu istnieniu); Hungaroton-Pepita (LP)

### Albumy pośmiertne

#### Składanki
- 1984 – Elmegyek (składanka nagrań z radia, singli albumów studyjnych oraz niepublikowanych); Hungaroton-Pepita (LP / CD)
- 1985 – Vagy mindent, vagy semmit (składanka opracowań muzycznych); Hungaroton-Pepita (LP)
- 1989 – Egy darabot a szívemből (składanka opracowań muzycznych oraz muzyki scenicznej); Hungaroton-Gong (CD)
- 1994 – Emlékezz rám – In Memoriam Máté Péter (składanka nagrań radiowych); Magyar Rádió / Alfa Studio (CD)
- 1996 – Mondd, miért szeretsz te mást (składanka); Magyar Zeneklub (CD)
- 1999 – A magyar tánczene csillagai (składanka); Reader's Digest (CD)
- 1999 – Mondd, miért szeretsz Te mást? Máté Péter szerelmes dalai (składanka tematyczna); Hungaroton (CD)
- 2002 – Égi Trió (wspólna składanka utworów Pétera Máté, Pála Szécsiego i Gábora Ihásza); Alfa Studio (CD)
- 2003 – Hogyha én lennék a fény (składanka nagrań z radia, singli albumów studyjnych oraz niepublikowanych); International Music Co. (CD)
- 2006 – Emlékezz rám (składanka nagrań z radia, singli albumów studyjnych oraz niepublikowanych); Hungaroton (CD)
- 2006 – Mondd, miért szeretsz te mást (składanka nagrań z radia, singli albumów studyjnych oraz niepublikowanych); Aréna (CD)
- 2006 – Egy darabot a szívemből (składanka nagrań z radia, singli albumów studyjnych oraz niepublikowanych); Aréna (CD)
- 2010 – Csak az álom nem elég (składanka nagrań radiowych); Magyar Rádió / Retro Media (CD)

Zawartość składanek o tym samym tytule jest różna.

#### Albumy koncertowe
- 1997 – Rock koncertek a Magyar Rádió archívumából 3 (nagranie koncertu z 1975 r.); Magyar Rádió (CD)

#### Dema
- 1997 – Rock and rablás (nagrania demo z rock-opery "Krízis"); Alfa Studio (CD)
- 1998 – Játszd el, hogy újra élsz (nagrania demo); Alfa Studio (CD)
- 2006 – Álmodj csak világ (nagrania demo); Alfa Studio (CD)
- 2007 – Álomi táj (nagrania demo); Alfa Studio (CD)
- 2008 – Álmodj csak világ (składanka nagrań demo); Alfa Studio / RnR Media (CD)
- 2008 – Álomi táj (składanka nagrań demo); Alfa Studio / RnR Media (CD)
- 2008 – Szeptember volt (składanka nagrań demo); Alfa Studio / RnR Media (CD)

Zawartość składanek o tym samym tytule jest różna.

#### Covery
- 2000 – Adhatok még… (album coverowy); Hungaroton (CD)
- 2009 – Azért vannak a jóbarátok… Máté Péter dalai a zenésztársak előadásában (składanka utworów oryginalnych i coverów); Hungaroton (CD)

#### Wydawnictwa zbiorcze
- 2001 – Vallomások (składanka nagrań z radia, singli albumów studyjnych oraz niepublikowanych); Reader's Digest (5CD)
- 2008 – Gyűjteményes válogatás 1. (składanka nagrań radiowych i demo); Alfa Studio / RnR Media (3CD)
- 2008 – Gyűjteményes válogatás 2. (składanka nagrań demo); Alfa Studio / RnR Media (3CD)

#### Klipy wideo
- 2007 – Zene nélkül mit érek én (nagrania telewizyjne); MTV / Europa Records (DVD)
- 2009 – Elmegyek (nagrania telewizyjne); MTV / Europa Records (DVD)

### Inne wydania

#### Remiksy
- 2000 – Hagyatékom (remiksy) (CD)

#### Albumy poświęcone Péterowi Máté
- 2006 – Máté Péter emlékalbum – Egy darabot a szívemből (tribute album) (CD)